# Queiq floden
Queiq (arabisk: قويق) er en flod, der løber gennem Syrien og Tyrkiet. I antikken blev den kaldt Βήλος (Bélos) på græsk og Belus på latin. Den løber fra det sydøstlige Tyrkiea, hvorfra den løber sydover gennem Syriens største by Aleppo før den tørrer ud på de frugtbare sletter syd for byen. Queiqdalen var vigtig, da de første landbrug udviklede sig i Den frugtbare halvmåne. Den har været bosat i flere årtusinder og der er gjort oldtidsfund med blandt andet lerkar i dalen.I 1960-erne tørlagdes dele af floden i Syrien på grund af afvandingsprojekter på den tyrkiske side af grænsen, hvorfor syrerne måtte lede vand fra Eufrat til den tørlagte landbrugsjord.